# Rollinia ubatubensis
Rollinia ubatubensis é uma árvore da Mata Atlântica, que ocorre no Brasil, restrita ao estado de São Paulo, de densidade populacional baixa. É endêmica da cidade de Ubatuba.